# Weiza
Weiza es una banda de rock fusión nacida en Chile a finales del año 2000. La banda tuvo más de 10 años activa, presentándose en muchos de los mejores clubs y arenas del país. El 2009 fue elegida por los fanes de la revista rolling stone como el quinto mejor disco del año, solo por debajo de artistas como Muse y Shakira entre otros. 

## Historia

### Inicios
La banda comenzó el año 2000, como integrantes la iniciaron: Rudi Meibergen (Voz) y José Rojas (guitarra), tocando por primera vez en festivales escolares. Llevando una tendencia principalmente roquera comenzó la evolución de Weiza, en búsqueda de una identidad propia.
El primer demo fue grabado el año 2000, así obteniendo su primer material. El segundo fue grabado a fines del año 2001, en Pulso estudios, por Alex Caicedo en el cual fue invitado Claudio Contador (vocalista de Raza). Fue entonces cuando Weiza comenzó a tocar en vivo. A principios del 2002, se integra Alberto Parot como baterista/ percusionista, encajando perfectamente con el estilo de la banda.
El 2003 se crean nuevas composiciones y Weiza entra al estudio para grabar "Condenados", promocionada en la radio rock & pop, para luego tocar en la despedida de la banda nacional 2x antes de su gira Europea.
La banda sigue tocando en vivo en lugares como las Salas SCD, el Teatro Italia, Laberinto, Parque O'Higgins, La Batuta, Rockola, etc. Luego de haber tocado en numerosos eventos y lugares Weiza toma 7 meses para preparar lo que sería su primer disco. La dirección musical conserva el rock e incorpora música latina, pop y una fuerte influencia hip-hop. Se experimenta con más instrumentos como el piano, los teclados, percusiones, bronces, y cuerdas. Con esto se logra una mezcla bastante particular de sonidos y estilos que define a Weiza como una banda única en su especie. El bajo fue grabado por Diego Perez.
El 2006 la banda distribuye su disco "Buscando Metas" con el sello de Rock nacional BTS. El disco logra difundirse con éxito por todo el país y Weiza aglomera una gran cantidad de fanes en regiones.
El 2009 la banda saca su segundo disco llamado "Haga Sus Reservas" e incluye un nuevo integrante, Ricardo Mengue (bajo eléctrico). Luego de ser promocionado en las principales radios del país (Rock and Pop, Sonar) y después de shows en los mejores locales de Chile, el disco recibió alto reconocimiento por parte del público y la prensa. El disco incluye canciones como "Donde estas escondida" y "Vademecum" siendo la primera la más escuchada en Spotify el día de hoy. En 2011 "Haga Sus Reservas" fue elegido por los fanes de Rolling Stone Magazine como el quinto mejor disco internacional del año, justo bajo artistas como Muse y Shakira. Cabe destacar que fue el único artista nacional en el ranking.
2015 Después de algunos años inactiva la banda pretende hacer un par de presentaciones incluyendo su debut en el festival Conecta 2015 junto con bandas como Hoobastank y Snot entre otras.

### Buscando Metas
Después de un periodo de 7 meses de experimentación y composición de 13 canciones Weiza entra al estudio a mediados de octubre del 2004 para grabar su primer producto. Transcurridos los 6 meses de trabajo, el disco “Buscando Metas” sale a la venta con Seo2 (makiza) como invitado y es promocionado a través del mercado con una muy buena recepción del público. Weiza logra abarcar un gran número de fanes llenando considerablemente sus conciertos en la capital y regiones, luego de este proceso de promoción de casi 2 años la banda vuelve a centrarse en sus próximas composiciones.

### Haga sus Reservas
En el año 2008, la banda decide postular a los fondos de cultura FONDART. Ganando los fondos del Estado, Weiza entra a grabar su segundo disco junto con el productor Mariano Pavez (Lucybell, Amango, Gonzalo Yáñez, Jazzimodo, Jorge Gonzáles, entre otros).
En este disco la banda juega con las diferentes aristas que la han caracterizado, logrando un estilo personal que ha cautivado al público de manera asombrosa. En el álbum participan los bronces, Manuel Muños y Héctor (parquímetro) Briseño; También Dj Pezk2, y Dj tela; Y se juega con sonidos orquestales que la banda no había usado anteriormente logrando a un sonido bastante vanguardista.
Además las letras de Rudi Meibergen toman un giro mucho más drástico, sarcástico e irónico. 
El disco titulado “Haga sus reservas” 
2011, Weiza anuncia una separación indefinida. Esta se ha hecho pública a través de su página web y de su sitio en Facebook , en la cita de la página de Facebook se ha dicho lo siguiente:
"Las razones por las cuales hemos tomado esta decisión son externas a la banda y en ningún caso es por el resultado de alguna experiencia negativa interna o conflicto en particular, 
simplemente sentimos que es un buen momento para cerrar una etapa y terminar en forma honesta nuestro ciclo como banda" , en Facebook el público de Weiza ha intentado hacer que la banda vuelva a tocar más que sea una vez.

### Regreso eImprevistos No Considerados
Tras casi cinco años de receso, Rudi Meibergen decidió retomar las actividades con la banda en 2016 y ese mismo año presentan su nuevo trabajo "Imprevistos No Considerados" con seis canciones nuevas. 

## Discografía
- Auto-Engaño (EP) (2001)
- Buscando Metas (2006)
- Haga sus Reservas (2009)
- Imprevistos No Considerados (EP) (2016)

### Buscando metas 2006
- Guerras interiores
- Buscando metas
- Cambia el tiempo
- Nuestro pueblo
- Ciclos
- Convivencias
- Historias de fiesta y amores de bar
- Condenados
- Demuestra tu rabia
- Asolando memorias
- Vemos o pensamos
- Ynelm.
- El Silencio se Hace Voz

### Haga sus reservas 2009
- El valor de la vida
- Vademécum
- Calla el silencio
- Donde estas escondida
- No se irán
- Mi hogar
- Ya bailamos sus canciones
- Buscador de pecados
- El día
- Milonga de un viajero
- 11:00 a. m.
- Zapping
- Miradas de vanidad
- Una limosna y a la cama
- Buenas noches

### Imprevistos No Considerados 2016
- Con Tal De Pescar
- Cuestión De Oficio
- Defensa Personal
- Por Ahí No Va
- Como, Cuando y Donde
- Primavera Sincera

## Miembros

### Miembros
- Rudi Meibergen - Voz
- José Rojas - Guitarra
- Alberto Parot - Batería
- Ricardo Menge - Bajo